# Nyx
Nyx, zeița și personificarea nopții, considerată de cei vechi drept una dintre divinitățile infernale. La începuturile creației aceasta a dat naștere altor zeități precum Hypnos (somnul) și Thanatos (moartea), cu Erebus (întunericul). Ea este primul copil al lui Haos. Echivalentul său roman este zeița Nox.

## Mitologie
Hesiod
În Teogonia lui Hesiod, Nyx era fiica lui Chaos și soră cu Erebus. Zeița Nyx a procreat copii cu întunericul Erebus iar apoi singură. Printre copiii săi cu Erebus se numără Aether (Aerul zeiesc), Hemera (Ziua). Mai târziu, aceasta dă naștere de una singura unor numeroase zeități: Nemesis (Soarta), Eris (Vrajba), Keres (Distrugerea), Apate (Decăderea), Moirae, Oizys (Durerea), etc.
În descrierea sa a Tartar (mitologie|Tartarului]], Hesiod o plasează pe Nyx aici, drept lăcașul său, împreună cu Thanatos și Hypnos, copiii săi. Acesta spune despre fiica lui Nyx, Hemera (Ziua), că a părăsit Tartarul imediat cum Nyx (Noaptea) a pătruns în el. Când Hemera revenea, Nyx își părăsea lăcașul, aceste evenimente având o continuitate ciclică. Acesta a fost mitul ciclului Zilei și Nopții.
Homer
În Iliada, Hypnos, zeitate minora și personificare a somnului, îi reamintește Herei de un vechi favor după ce aceasta i-a cerut să-l adoarmă pe Zeus. Hypnos l-a mai adormit și în trecut pe Zeus, la porunca Herei, permițându-i acesteia să-i cauzeze lui Heracle mari necazuri. Zeus furios, l-ar fi aruncat pe Hypnos în mare dacă acesta nu ar fi fugit la Nyx, mama sa, înfricoșat. Homer continuă, spunând că Zeus, temându-se de frica lui Nyx (zeitate mult mai bătrână decât acesta), își ține furia în frâu, în acest fel Hypnos scăpând de mânia sa cu ajutorul mamei sale. Acesta a urmat să-l deranjeze pe Zeus de doar câteva ori, apelând la puternica sa mamă, ce l-ar fi confruntat pe Zeus cu o furie maternă. Această poveste este des folosită ca argument în legătură cu frica lui Zeus față de bătrâna Nyx.
Luna este sora lui Nyx.
Tărâmul nopții este în occidentul extrem, dincolo de sălașul lui Atlas.